# NOc Prof. Wladimir Besnard

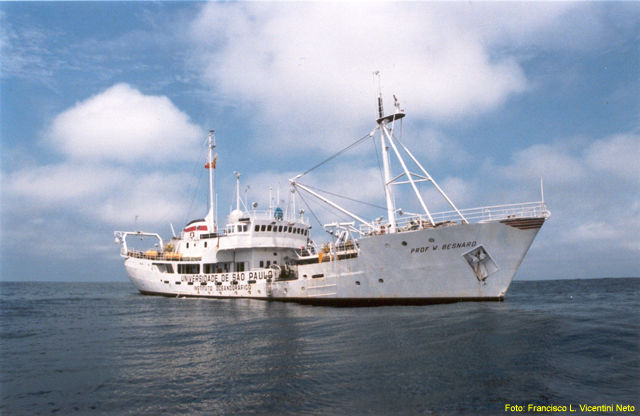
O Wladimir Besnard no oceano.

O NOc Prof. Wladimir Besnard é um navio oceanográfico pertence ao Instituto Oceanográfico da Universidade de São Paulo. Lançado em 18 de agosto de 1966 e batizado em 5 de maio de 1967, foi o primeiro navio pertencente a Universidade de São Paulo. Foi fruto de intensas negociações e estudos para sua aquisição por parte do seu homônimo. O navio chegou ao Brasil a 9 de agosto de 1967. A partir de então, tornou-se protagonista de diversas expedições oceanográficas. Até 2021, o navio estava em posse do Instituto do Mar e atracado no Armazém Oito enquanto aguarda um destino.